# Eugejsona

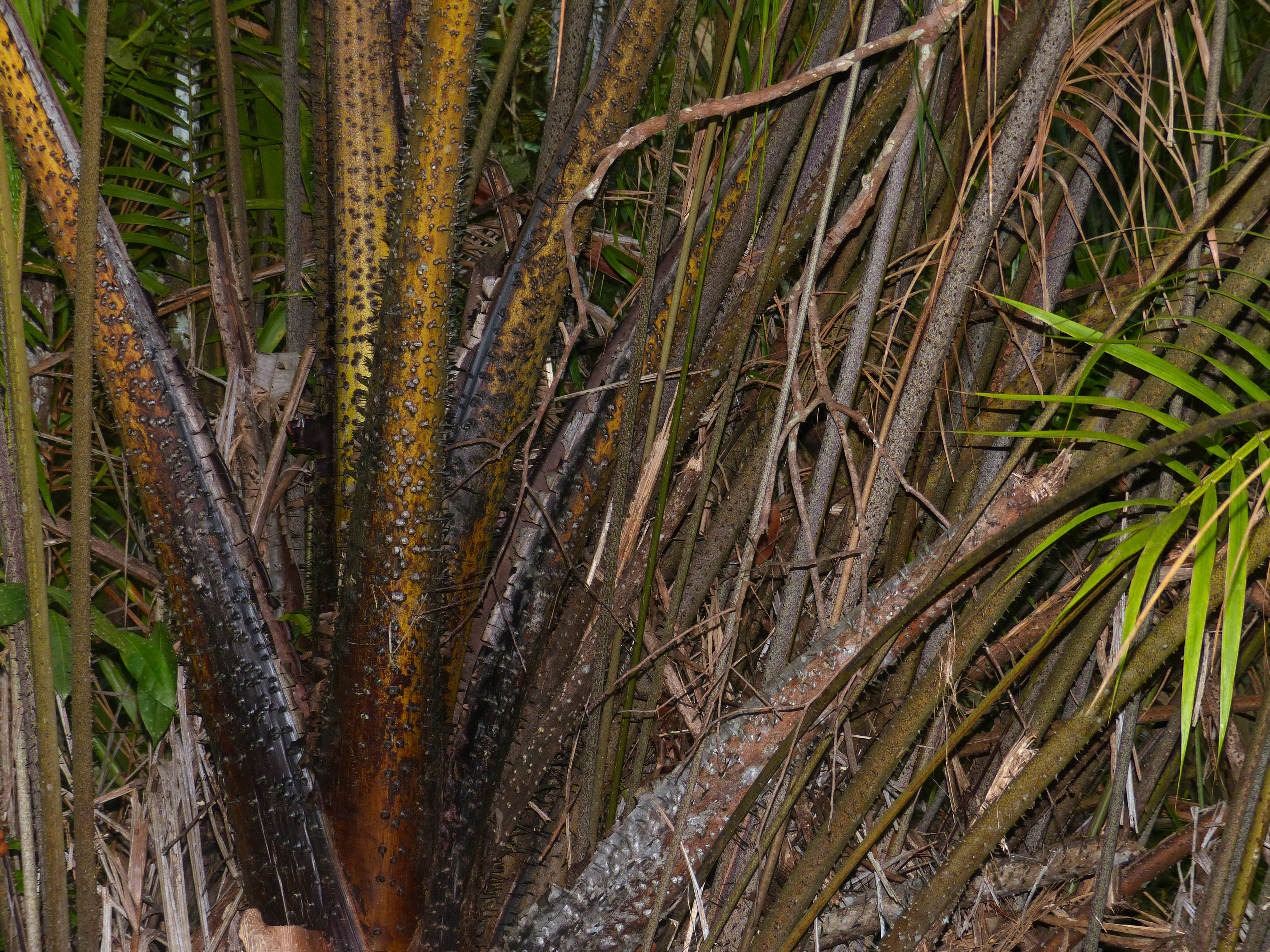
Eugeissona utilis – kolczaste ogonki liściowe

Eugejsona (Eugeissona Griff.) – rodzaj roślin z rodziny arekowatych, czyli palm (Arecaceae). Obejmuje 6 gatunków. Dwa gatunki rosną na Półwyspie Malajskim, a pozostałe na Borneo. Rosną w różnych zbiorowiskach leśnych, zwykle bardzo obficie na stanowiskach. Eugeissona tristis gęsto porasta poręby, utrudniając odnowienie pożądanych w tamtejszym leśnictwie drzew z rodziny dwuskrzydłowatych.
Liście różnych gatunków wykorzystywane są do pokrywania dachów, a przynajmniej z liści eugejsony użytecznej wyplata się także ścianki i sufity. Korzenie podporowe wyrastające sukcesywnie z pędów Eugeissona minor i sprawiające wrażenie, że rośliny kroczą przez las, są cenionym surowcem do wyrobu lasek do chodzenia i dawniej stosowane były także do wyrobu uchwytów parasoli. Bogate w skrobię rdzenie kłodzin (zwłaszcza w przypadku eugejstony użytecznej i okazałej) stanowią surowiec do wyrobu sago. Z mączki tego pierwszego z gatunków sporządza się potrawę „molong” przyprawianą pyłkiem tej palmy, a sago i pyłek drugiego to podstawa dania zwanego „pantu”. Silnie krzewiące się rośliny są doskonałym źródłem tzw. „kapusty palmowej” (pąków liściowych) używanych do nadziewania naleśników „roti”. Jadalne są także owoce, przy czym z bielma nasion eugejsony użytecznej, mającego konsystencję kremu i delikatny aromat orzechowy, sporządza się pokarm dla niemowląt. Z ogonków i osadek liściowych sporządza się strzałki i same dmuchawki do ich wystrzeliwania (tradycyjna broń Dajaków), a także żaluzje.
Nazwa rodzaju utworzona została z dwóch greckich słów: eu znaczącego „dobry” i γείσσων (geisson) znaczącego „gzyms”.

## Morfologia
PokrójPalmy o pędach rozgałęziających się nieregularnie dychotomicznie, skróconych, czasem podziemnych, z licznymi odrostami, wydłużającymi się tylko w czasie kwitnienia, ale też u części gatunków pędy wzniesione są prosto w górę lub płożące, osiągające do 3 m wysokości. U niektórych przedstawicieli rodzaju wzdłuż pędu wyrastają długie korzenie podporowe, u innych są one skrócone i tworzą ciernie. Rośliny silnie kolczaste, z kłodzinami pokrytymi bardzo twardą korą (wewnątrz rdzeń jednak jest miękki).
LiścieSkrętoległe lub wyrastają w trzech rzędach w liczbie od 6 do 25. Liście osiągają do 6 m długości. Pochwy liściowe są otwarte, ogonki liściowe zwykle długie, rynienkowate w dole, zaokrąglone w górze, pokryte są spłaszczonymi, czarnymi kolcami, czasem też łuskami i rozgałęziającymi się włoskami. Osadka liści też jest kolczasta, choć kolce są tu rzadsze. Listki bardzo liczne, równowąskie do lancetowatych, całobrzegie, zwykle zwisające.
KwiatyKwiatostany wyrastają u nasad zredukowanych liści z wydłużającego się w czasie kwitnienia pędu skupione są w jego części szczytowej, w efekcie tworząc pozorny kwiatostan szczytowy. Po kwitnieniu i wydaniu owoców pęd zamiera. Kwiatostany są okazałe (u E. tristis do 3 m wysokości), silnie rozgałęzione (do rozgałęzień IV rzędu), z rurkowatą podsadką u nasady każdego rozgałęzienia. Na końcach rozgałęzień kwiatostanu z kubeczkowatymi przysadkami wyrastającymi dwurzędowo lub czasem spiralnie w liczbie kilkunastu, rzadziej mniej licznie, i obejmującymi okazałe (niemal największe wśród palm) kwiaty – męski i obupłciowy, z których najpierw rozwija się ten pierwszy, a następnie jest on wypychany i odrzucany w wyniku rozwoju kwiatu obupłciowego. Kwiaty męskie rozwijają się na spłaszczonej szypułce. Trzy zewnętrzne listki tworzą rurkowaty okółek okwiatu i są skórzaste, brązowe i kreskowane. Wewnętrzne listki okwiatu drewnieją i zakończone są twardymi i ostrymi kolcami. Pręcików jest 20–70, ich nitki są krótkie, pylniki wąskie i długie, żółte lub fioletowe. Kwiaty obupłciowe są podobne, ale zawierają walcowatą, nieco trójkanciastą zalążnię.
OwoceJajowate pestkowce zwieńczone są na szczycie pozostałością znamienia i otoczone trwałymi listkami okwiatu. Egzokarp jest łuskowaty, a mezokarp włóknisty. Endokarp (pestka) bardzo twardy, z głębokimi żebrami tworzącymi wewnątrz komory, które wypełnia pojedyncze nasiono.

## Systematyka
Rodzaj klasyfikowany jest do monotypowego plemienia Eugeissoneae w obrębie podrodziny Calamoideae Griff. (1844) w rodzinie arekowatych Arecaceae.
Wykaz gatunków
- Eugeissona ambigua Becc.
- Eugeissona brachystachys Ridl.
- Eugeissona insignis Becc. – eugejsona okazała[8]
- Eugeissona minor Becc.
- Eugeissona tristis Griff.
- Eugeissona utilis Becc. – eugejsona użyteczna[9]